# もっこ (ニシン運搬)

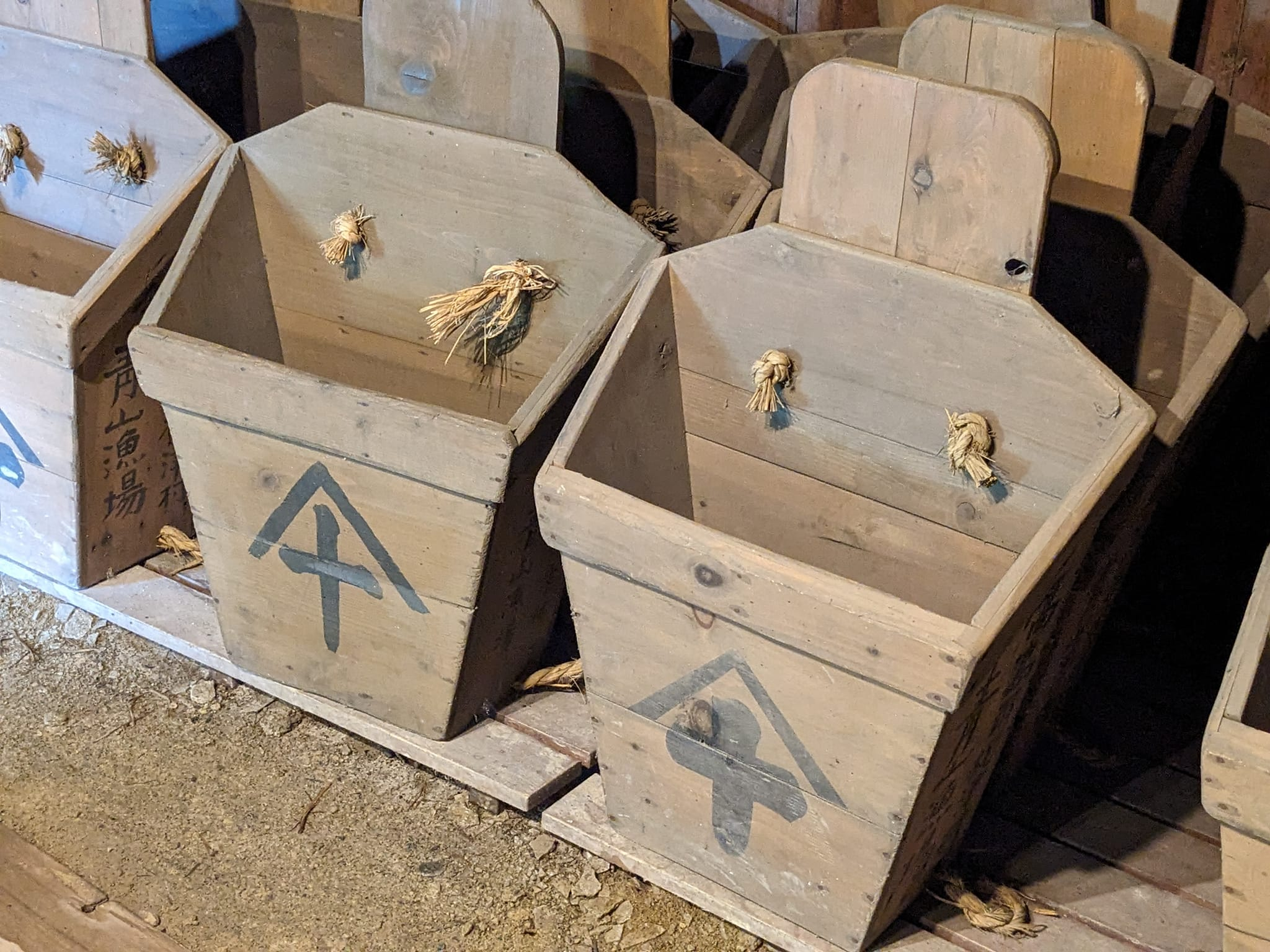
モッコ（北海道開拓の村）

もっこは、江戸時代後期から戦前（昭和前期）の北海道や樺太のニシン漁場で、ニシンの人力運搬で用いられた木製の背負い箱である。漢字では畚と表記される。

## 構造
開口部の大きな逆三角形の形状で、一般的なサイズの物ならばニシン120 - 130匹、30から34キログラム分が入る。1935年（昭和10年）に増毛町で使用されていたものを例に挙げれば、上部口幅61センチメートル、下部幅33センチメートル、厚さは上部で33センチメートル、下部で18センチメートルの箱に長さ67センチメートル、幅30センチメートルの背板が付き、リュックサックか背負子状の背負い縄が結ばれている。ニシンが豊漁の折はいわゆるヤン衆（出稼ぎ漁師）以外にも近在の女子供全員がニシン運搬に駆り出されたため、彼らの体格に合わせた大小のモッコが存在する。
また鰊粕製造の作業員が用いる「釜焚畚」(かまたきもっこ)は通常のモッコより大型だった。1925年（大正14年）に積丹町神崎で使われたものを例にとれば、上部口幅81センチメートル、下部幅45センチメートル、厚さは上部で29センチメートル、下部で26センチメートルの箱に長さ92センチメートル、幅29センチメートルの背板が付き、生ニシンで140〜170匹分が入る。この釜焚畚6から7杯分で、ニシン釜1杯分（約千匹）の量となった。
なお背負い形のモッコ以外に、長方形の木箱の前後にそれぞれ2本の持ち手を付けて2人掛かりで操作する運搬具もあり、これは「たなぎもっこ」と呼ばれた。たなぎもっこは江戸時代中期の宝暦年間に描かれた
「江差檜山屏風」にも描かれているが、この図には背負い型のモッコは描かれていない。

## 使用方法

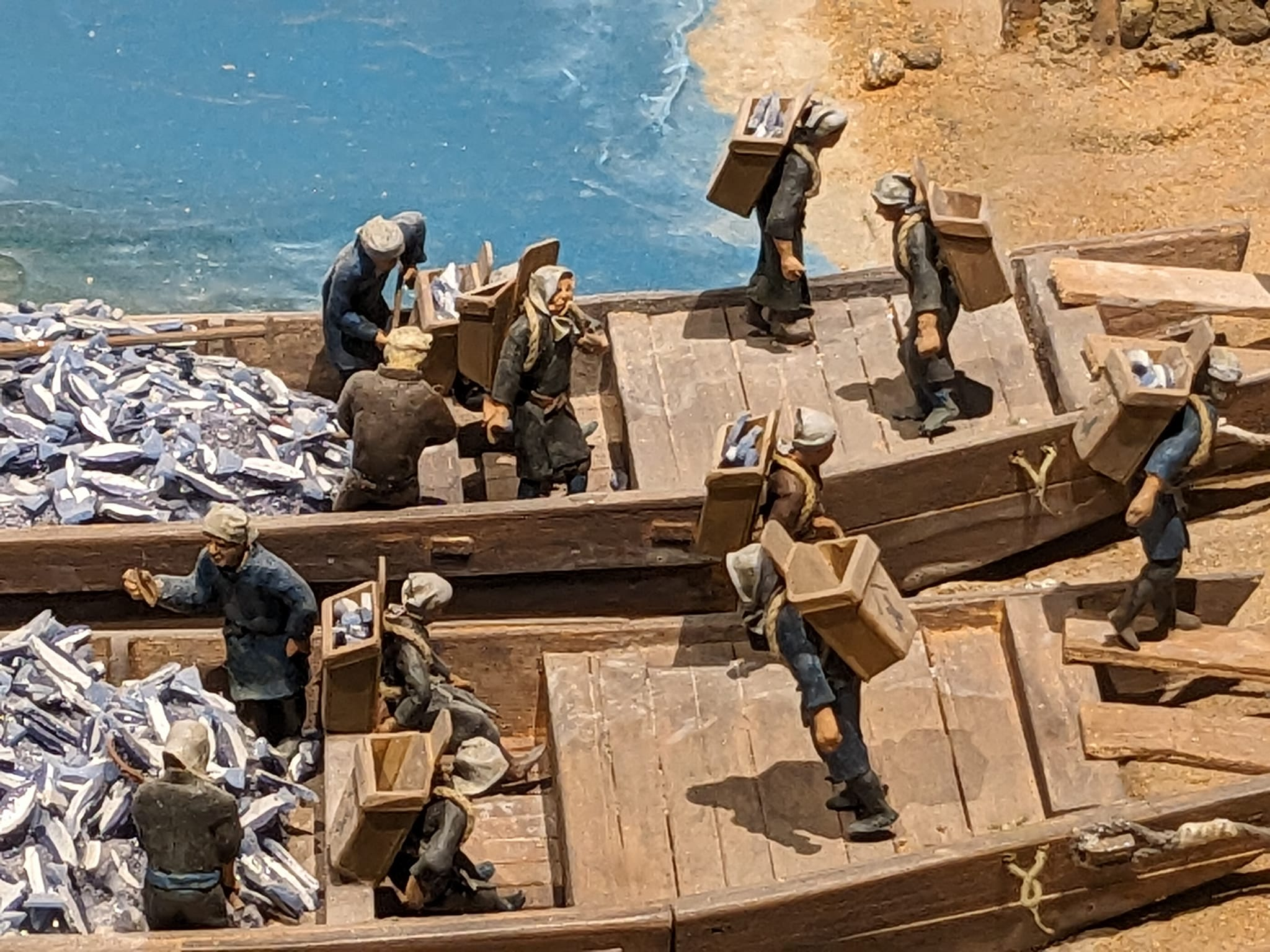
汲み船のニシンを、木製の背負い箱「モッコ」に移して運ぶ（北海道博物館ジオラマ）

沖合に仕掛けられた定置網で捕獲されたニシンは運搬船用の船「汲み舟」に移される。汲み舟が岸に接岸すると、いよいよモッコを利用したニシン運搬が始まる。
船尾から着岸した船に長さ6メートル、幅45センチメートルの歩み板が2枚渡され、「行き」「帰り」の通路が確保される。モッコを背負った女衆が順に船に乗り込み、船の内部に背を向けて腰かけると、乗り込む漁夫は小型のタモ網でモッコにニシンを放り込む。モッコの中央部に突き出した形の背板は、ニシンを投げ込む作業の折に運搬係の頭部を守るための意味がある。タモ網で3、4杯のニシンを入れると満杯になるので、タモ先でモッコを軽く押すか「ヨシ」と声掛けして出発の合図をした。なおモッコ背負いは基本的に女性の仕事なので、特定の者が「漁夫の意中の相手」ならば、放り込むニシンの量に手心を加えてモッコを軽くすることで思いを伝えたともいう。
モッコ背負いは港とロウカを往復し、ニシン運びに邁進する。逆三角形のモッコを背負ったまま体を傾ければ、要領よく中のニシンが排出される。ニシン運搬は人海戦術で早朝から夕刻に及び、時ならぬ大漁の折りは深夜に及ぶ場合もあった。食事は握り飯や刻みたくあんの歩き食いで済ませられ、時には疲れと眠さのあまりニシンを背負ったままロウカや魚坪（屋外に設けられた、ニシンの臨時の集積場）に落ちる者すらいたという。
モッコ背負いの報酬は「貰いモッコ」と呼ばれるニシン現物支給で支払われる。沖行きの漁夫が1日7、8モッコ、モッコ背負い専門の男子が6モッコ、飯炊きや鰊潰し（鰊加工）の女衆が4モッコなのに対し、ニシンを網から汲み舟に移す作業「沖揚げ」を担当する「タモ立て」の若者は、は重労働の見返りとして9、10モッコも貰えた。現物支給のニシンは各自が身欠きにしん、あるいは釜場を借りて鰊粕に加工して換金した。